# Nový hřbitov v Táboře
Nový hřbitov v Táboře je hlavní městský hřbitov v Táboře. Nachází se na jižním okraji města, v ulici Nad Sládečkem, u někdejší samostatné obce Měšice.

## Historie

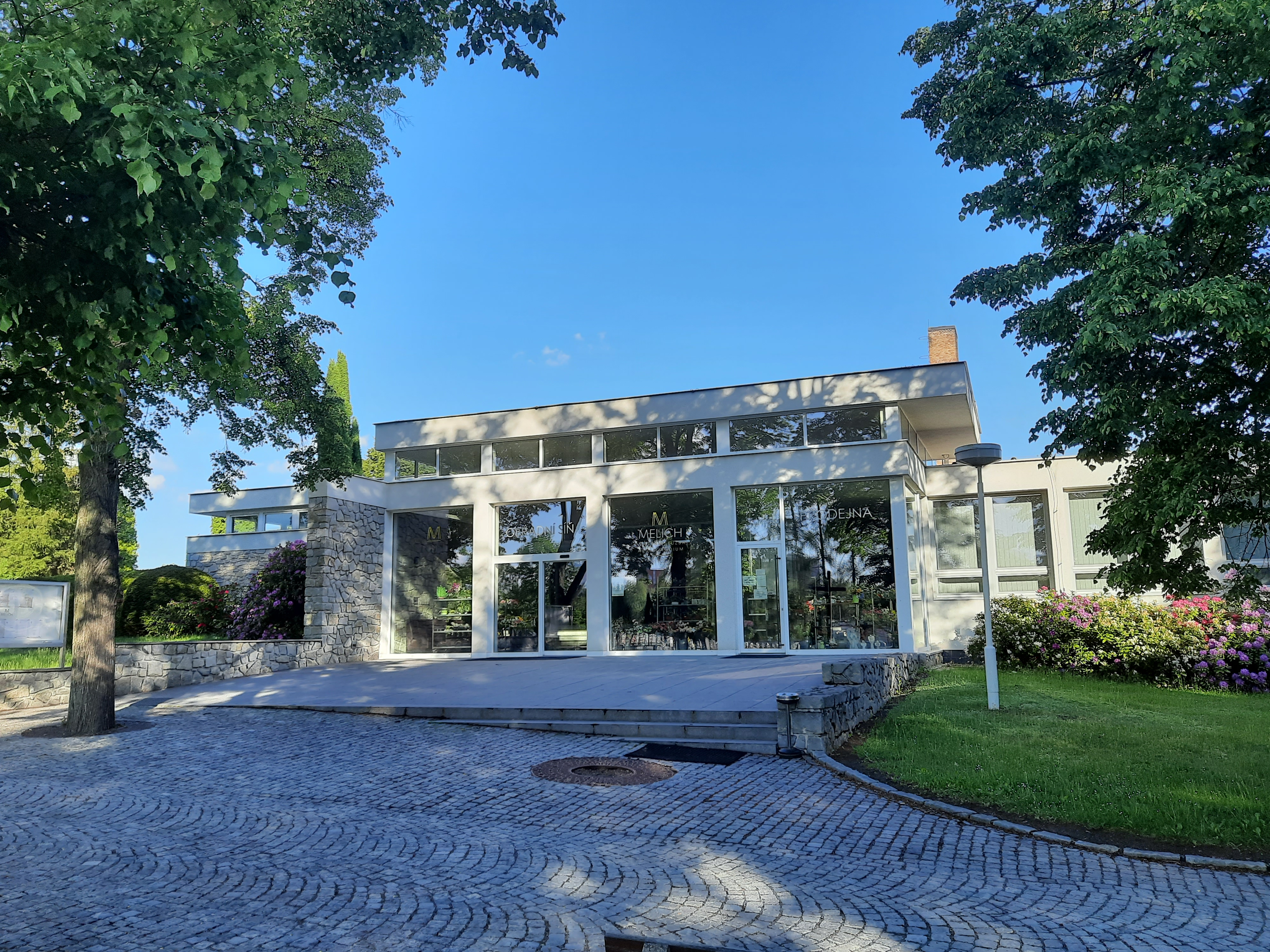
Krematorium v Táboře

Hřbitov byl vystavěn roku 1921 na velkém pozemku za městem jako nový městský hřbitov náhradou za pohřebiště u barokně upravené hřbitovní kaple svatého Filipa a Jakuba, které sloužilo jako městský hřbitov od konce 14. století a bylo v letech 1969 až 1973 přeměněno v park. Vstup tvoří puristická brána se štukovou datací vzniku a přilehlá přízemní budova, která sloužila jako zázemí hřbitovní správy. Ve městě vznikl též roku 1892 nový židovský hřbitov, když původní přestal kapacitně stačit.
Podél zdí areálu je umístěna řada hrobů významných obyvatel města, pohřbeni jsou na hřbitově i vojáci a legionáři bojující v první a druhé světové válce. S odchodem téměř veškerého německého obyvatelstva města v rámci odsunu Sudetských Němců z Československa ve druhé polovině 40. let 20. století zůstala řada hrobů německých rodin opuštěna a bez údržby.
Krematorium zde bylo postaveno roku 1982.

## Osobnosti pohřbené na tomto hřbitově

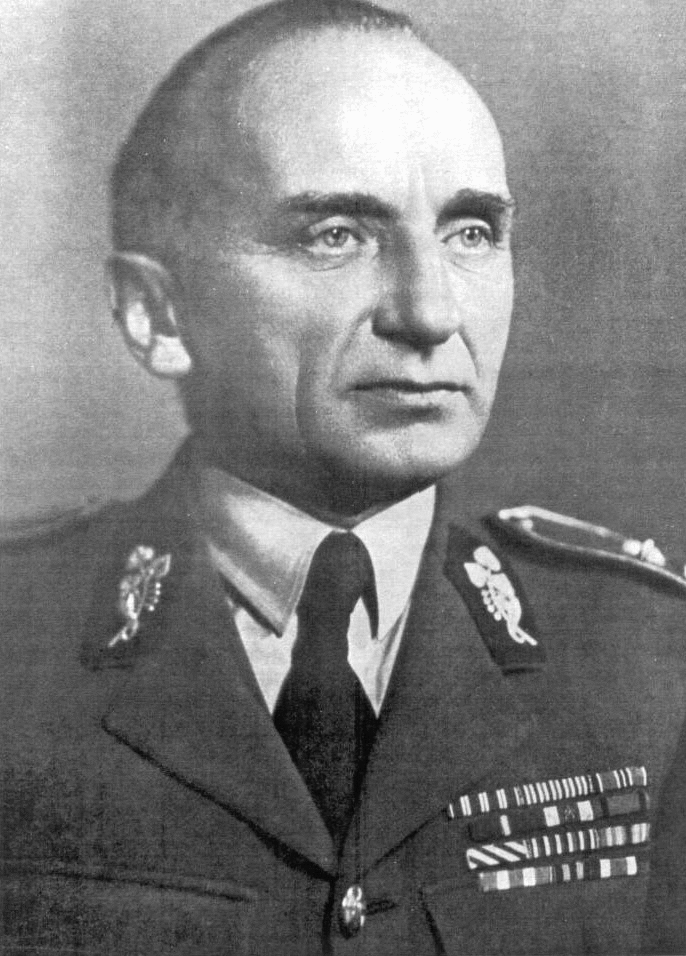
Brig. gen. Karel Mareš, válečný hrdina a táborský rodák, pohřbený na Novém hřbitově

- Karel Mareš (1898–1960) – brigádní generál, vojenský pilot, první velitel 311. československé bombardovací perutě RAF
- Jiří Hrzán (1939–1980)  – český herec

## Galerie

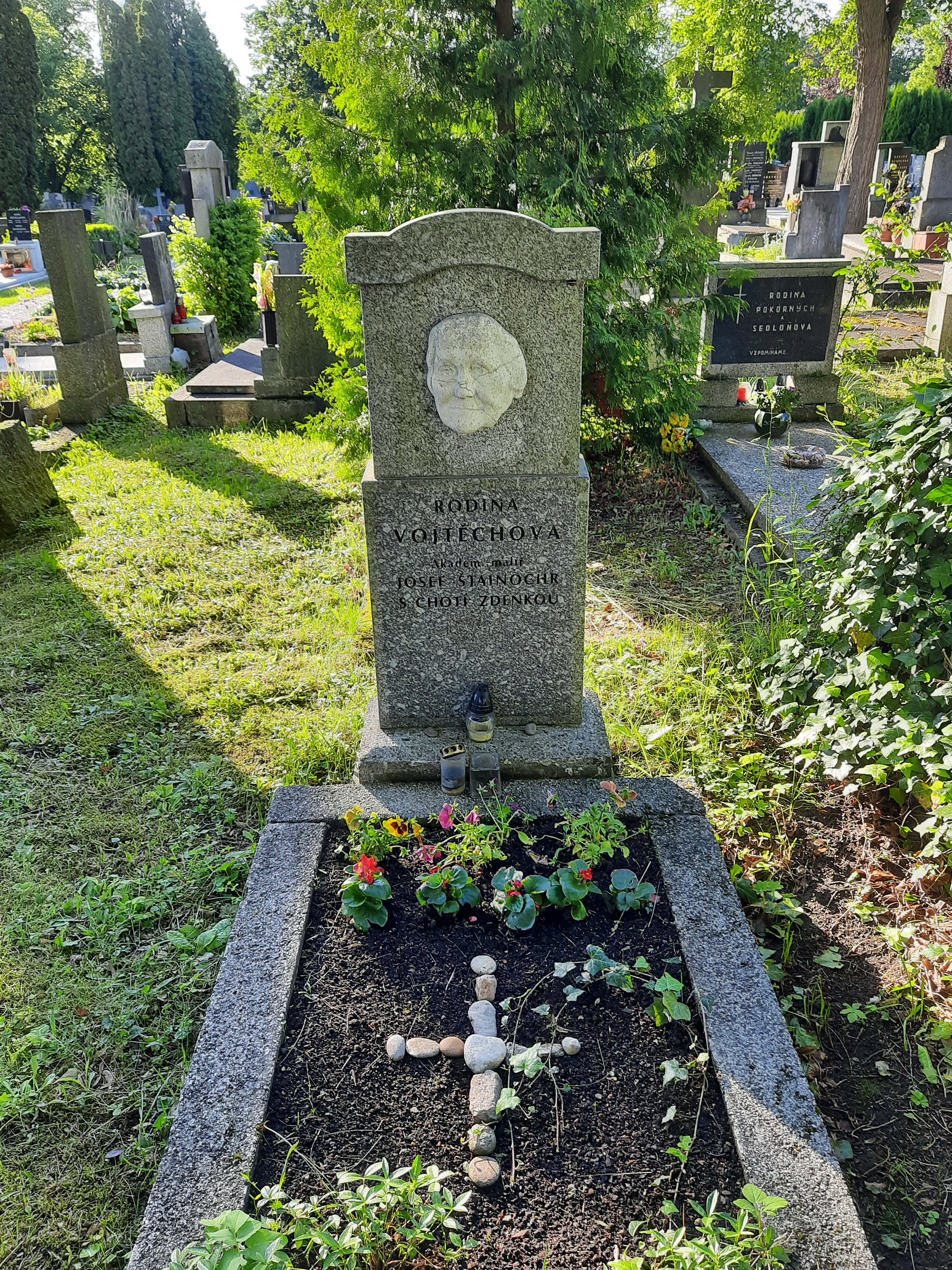
Hrob akad. sochaře J. Štainochra
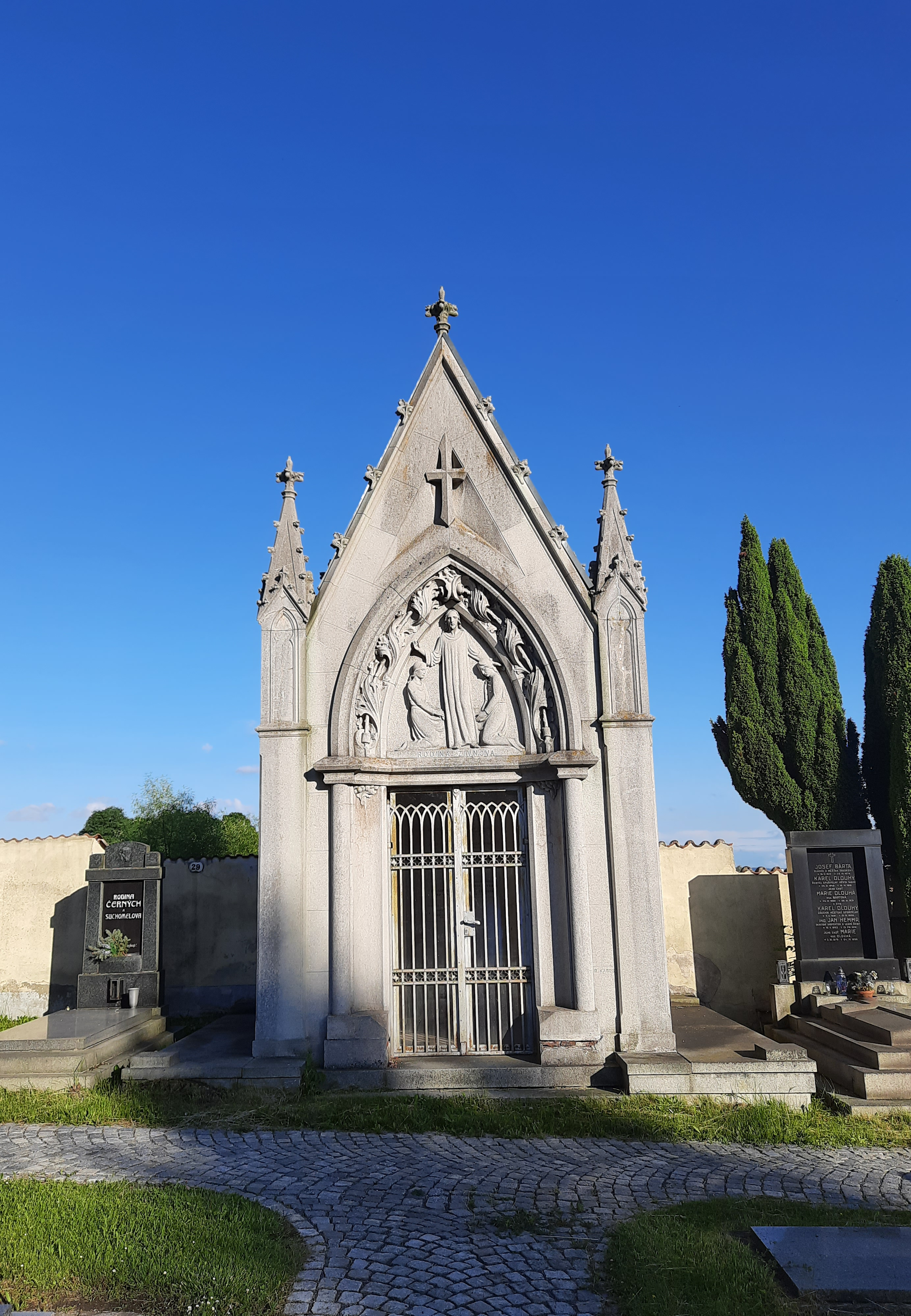
Novogotická hrobka mlynářské rodiny Živnovy
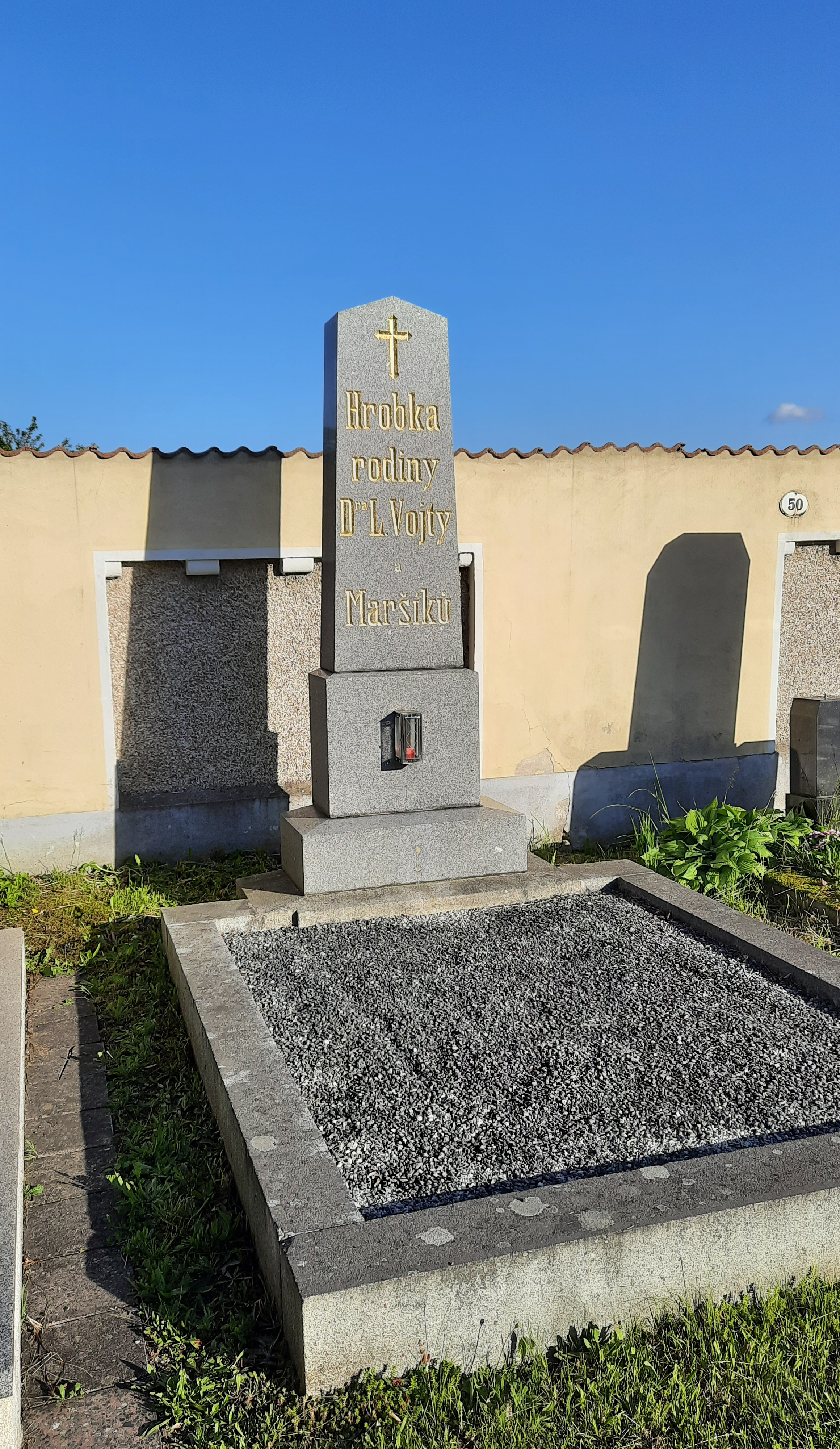
L. Vojty a rodiny Maršíků
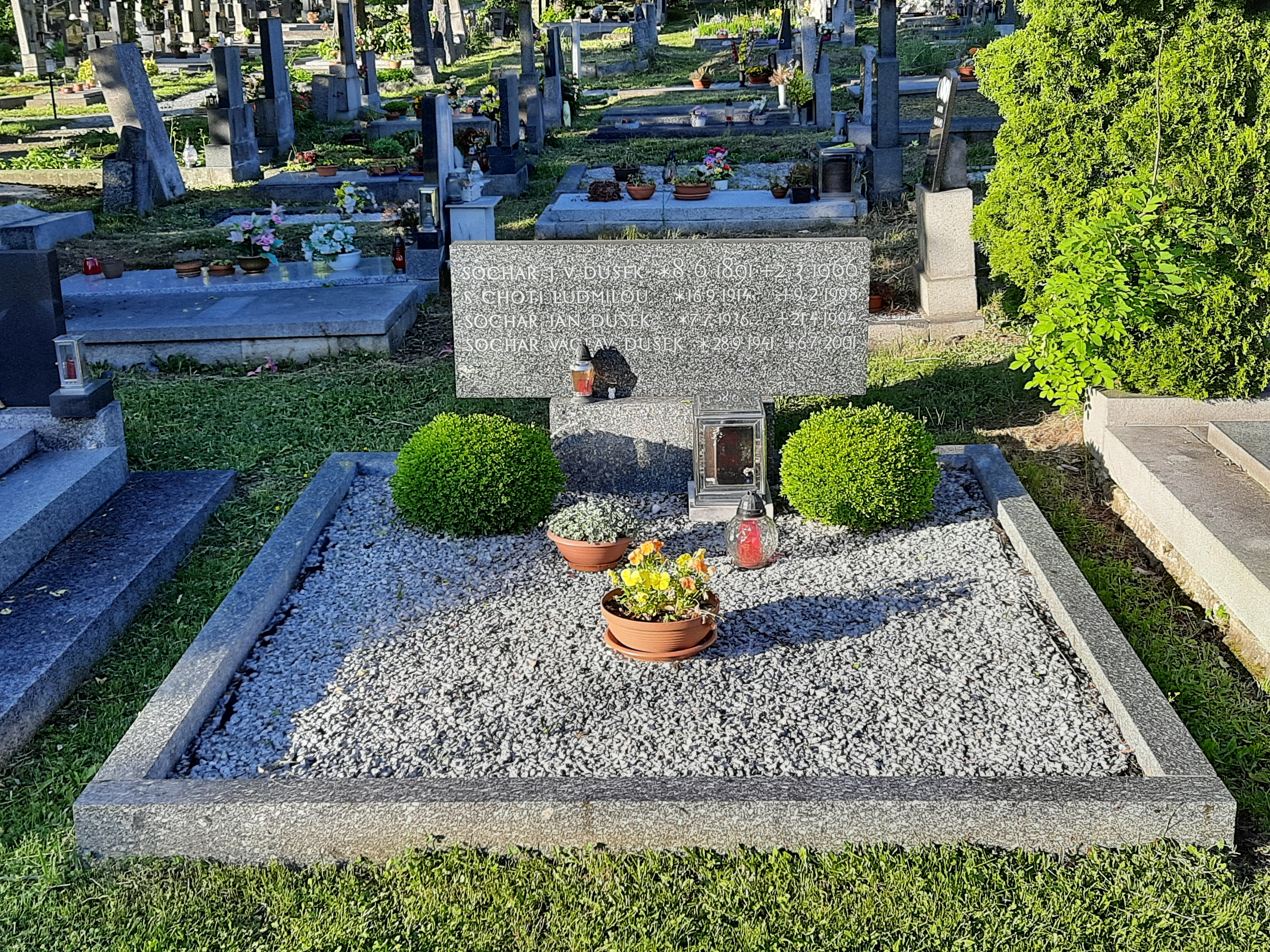
Hrobka rodiny sochaře J. V. Duška